# Acanthoderes affinis
Acanthoderes affinis là một loài bọ cánh cứng trong họ Cerambycidae.